# Bud Webster
Clarence Howard "Bud" Webster (* 27. Juli 1952 in Roanoke, Virginia; † 13. Februar 2016 in Richmond, Virginia) war ein US-amerikanischer Science-Fiction- und Fantasy-Schriftsteller, der auch für seine Essays sowohl zur Geschichte der Science-Fiction als auch für SF-/Fantasy-Anthologien bekannt war.

## Biografie
Webster wurde 1952 in Roanoke, Virginia, als Sohn von Edna Urquhart Webster und Clarence H. Webster geboren. Er besuchte die Crystal Spring Elementary, die Woodrow Wilson Junior High School und die Patrick Henry High School. 1970 absolvierte er die Hermitage High School in Richmond (Virginia). Er studierte Musik an der Virginia Commonwealth University mit Schwerpunkt Komposition. Er war in den 1970er und 1980er Jahren in der Musikszene von Richmond aktiv und trat in verschiedenen Bands auf, schrieb Musikkritiken für verschiedene kostenlose Zeitungen, arbeitete als Discjockey im lokalen Radio und leitete einen Gebraucht-Plattenladen. Im Jahr 2000 produzierte er auch die CD Not Necessually Serious mit ursprünglicher Folk-Rock-Musik des Richmond-Musikers und Songwriters Christie Oglesby. Er wurde Baptist und entwickelte sich anschließend zu einem Antagonisten. Zum Zeitpunkt seines Todes lebte er mit seiner langjährigen Partnerin Mary Horton, die er am 26. Mai 2013 geheiratet hatte, in Richmond, Virginia.

## Karriere
Webster war Redakteur und Kolumnist des Science Fiction and Fantasy Writers of America Bulletin und veröffentlichte eine Sammlung dieser Kolumnen mit dem Titel Anthropology 101: Reflections, Inspections and Dissections of SF Anthologies durch Merry Blacksmith Press. Seine Bulletin-Kolumne Anthropology 101 untersucht die Geschichte der Science-Fiction und Fantasy anhand klassischer Anthologien und Anthologen, wobei häufig Bücher verschiedener Herausgeber gepaart werden, aber auch zwei oder mehr Bücher desselben Anthologen vorgestellt werden.
Die Kolumne enthielt mehrteilige Stücke über Frederik Pohl, Robert Silverberg, Harry Harrison und Terry Carr. Darüber hinaus hat er zusammen mit Jerry Pournelle drei Bulletin-Artikel verfasst. Er war auch ein häufiger Autor der "Curiosity" -Seite von The Magazine of Fantasy & Science Fiction. Er war der Lyrikredakteur und Kolumnist für Helix SF, einem vierteljährlich erscheinenden Online-Magazin. Nachdem Helix SF die Veröffentlichung eingestellt hatte, brachte er seine Kolumne Past Masters zu Jim Baens Universe und, als diese geschlossen wurde, zu Eric Flints Grantville Gazette. Die Kolumnen Past Masters sind retrospektive Bewertungen sogenannter "klassischer" Science-Fiction- und Fantasy-Autoren und enthalten umfangreiche Bibliografien. Einige der Autoren, die in der Reihe Past Masters behandelt werden, sind Zenna Henderson, Fredric Brown, Edgar Pangborn und Murray Leinster.
Webster war Lyrikredakteur bei Black Gate, einem Print-Fantasy-Magazin, für das er auch eine Kolumne über wenig bekannte Autoren mit dem Titel "Who?!" schrieb. Die einzige der Kolumnen erschien in Black Gate 15 und diskutierte den Autor Tom Reamy.
2007 bestellten die Science Fiction and Fantasy Writers of America Webster Estates Liaison und beauftragten diese mit der Leitung ihres Estates-Projekts, das es Verlagen ermöglicht, sich an die Agenten oder Personen zu wenden, die die literarischen Nachlässe von verstorbenen Science-Fiction- und Fantasy-Autoren verwalten, damit das Material dieser Autoren nachgedruckt werden kann. Die Estates-Datenbank enthält derzeit Informationen zu mehr als 450 SF / Fantasy-Autoren.
Im März 2012 gab die SFWA bekannt, dass Webster beim Bankett des Nebula Awards im Mai für seine Arbeit am SFWA Estates Project den SFWA Service Award erhalten wird.
Im Juni 2013 veröffentlichte Merry Blacksmith Press eine Sammlung von Websters Essays über Science-Fiction- und Fantasy-Autoren sowie Bücher mit dem Titel Past Masters and Other Bookish Natterings, einschließlich Artikeln über Clifford D. Simak, R. A. Lafferty, Judith Merril und andere. Dieser Band enthält auch Kurzaufsätze, die ursprünglich im The Magazine of Fantasy & Science Fiction als Teil ihrer Kolumne "Curiosity" veröffentlicht wurden, sowie drei Artikel, die gemeinsam mit Jerry Pournelle verfasst wurden.
Webster war auch ein Sammler von Science-Fiction-Büchern und ist Autor von The Joy of Booking: Webster's Guide to Buying and Selling Used SF and Fantasy Books.
Er ist wahrscheinlich am bekanntesten für die Kurzgeschichten-Serie Bubba Pritchert, die zwei Leserpreise des Analytical Laboratory von der Zeitschrift Analog Science Fiction and Fact gewonnen hat. Farewell Blues wurde auf dem Cover der Januar / Februar 2015-Ausgabe von The Magazine of Fantasy & Science Fiction vorgestellt. Webster ist auch bekannt für seine Umfrage zum Beitrag von Groff Conklin 41 Above the Rest: An Index and Checklist for the Anthologies of Groff Conklin.

## Auszeichnungen
- 1995: Analog Readers Poll für Bubba Pritchert and the Space Aliens als beste Kurzgeschichte
- 1997: Analog Readers Poll für The Three Labors of Bubba als beste Novelle
- 2012: SFWA Service Award

## Bibliografie

### Kurzgeschichten

#### Bubba Pritchert
- 1 Bubba Pritchert and the Space Aliens, in Analog Science Fiction and Fact, Juli 1994
- 2 The Three Labors of Bubba, in Analog Science Fiction and Fact, Juni 1996
- 3 Triumph in the Desert, in Analog Science Fiction and Fact, Juli/August 2003
- 4 Bringing It All Back Home, in Analog Science Fiction and Fact, Juli/August 2007

#### Weitere Kurzgeschichten
- The Rabbi's Tale, In Drums Around the Fire, 1993
- The Slithery Dee, in New Dominions: Fantasy Stories by Virginia Writers, 1995
- Frog Level, in Interzone #184, November/Dezember 2002
- Christus Destitutus, in Crossroads: Tales of the Southern Literary Fantastic, 2004
- Of the Driving Away of a Certain Water Monster by the Virtue of the Prayers of the Holy Man, or What Really Happened at Loch Ness in the Summer of 565 A.D., in Mythic, 2006
- The Lordly Loofah, in Helix, Sommer 2006
- When We Were Jung, in Nth Degree #23, März 2014
- Fantasiestück in A Major, Orson Scott Card's Intergalactic Medicine Show, #40, Juli 2014
- Farewell Blues, in The Magazine of Fantasy & Science Fiction, Januar/Februar 2015

### Sachbücher
- Anthopology 101: Reflections, Inspections and Dissections of SF Anthologies, The Merry Blacksmith Press 2010, ISBN 978-1-4537-5003-2
- The Joy of Booking, The Merry Blacksmith Press 2011, ISBN 978-0-615-52343-9
- Past Masters, & Other Bookish Natterings, The Merry Blacksmith Press 2013, ISBN 978-0-615-84282-0